# Innozenz von Mevania
Bischof Innozenz von Mevania (lat. Innocentius Mevaniae oder Innocentius Mivanatum) ist in den Jahren 499 und 501 als Bischof von Bevagna belegt.
Er ist mit 70 weiteren Bischöfen als Teilnehmer der Synode von Rom am 1. März 499 verzeichnet. Ebenso nahm er mit 75 anderen Bischöfen am 23. Oktober 501 an einer weiteren  Synode in Rom teil. Die Synoden beschlossen unter Leitung von Papst Symmachus neue Regelungen, die in Zukunft die Doppelwahl zweier Päpste verhindern sollten. Im Vorjahr 498 war es bei der Wahl des Symmachus zu einem Schisma gekommen, da der unterlegene Kandidat Laurentius noch bis 505 von byzantinischer Seite als Gegenpapst unterstützt wurde.

## Diözese
Die umbrische Stadt Bevagna (lateinisch Mevania) ist wahrscheinlich seit dem 3. Jahrhundert Bischofssitz.
Noch heute existiert dieses antike Bistum als Titularbistum Mevania fort.